# لسوید
لسوید (به انگلیسی: Lasswade) یک روستا در بریتانیا است که در میدلودین واقع شده‌است.